# Changchun
Changchun este un oraș din China. Cu o populație de 5.691.024 locuitori (9.066.906 în zona metropolitană) este cel mai mare oraș din provincia Jilin aflată în N-E Chinei.

## Personalități născute aici
- Liu Xiaobo (1955 - 2017), scriitor, activist pentru drepturile omului.

## Legături externe
- Changchun Government website
- Changchun Foreign Affairs Information Portal